# Georg Müller (Politiker, 1892)
Georg Robert Müller (* 15. Juli 1892 in Leipzig; † nach 1941) war ein deutscher Politiker (NSDAP).

## Leben und Wirken
Nach dem Besuch der Bürgerschule und der Handelsschule arbeitete Müller als kaufmännischer Angestellter in Hutfabriken und in Großhandlungen.
Anlässlich des Beginns des Ersten Weltkriegs trat Müller im Oktober 1914 in das 8. Infanterieregiment Nr. 107 in Leipzig ein. Vom 3. März 1915 an nahm er mit der 11. Kompanie dieses Regiments bis Ende 1918 aktiv am Krieg teil. Im Krieg wurde er mit dem Eisernen Kreuz II. Klasse ausgezeichnet. Nach Kriegsende schied er im März 1919 aus der Armee aus.
In der Nachkriegszeit arbeitete Müller drei Jahre lang im mittleren Beamtendienst beim Postscheckamt in Leipzig und dreieinhalb Jahre bei der Bank der Allgemeinen Deutschen Kreditanstalt in Leipzig. Anschließend arbeitete er erneut in dem von ihm erlernten Beruf.
Zum 1. Juli 1929 trat Müller in die NSDAP ein (Mitgliedsnummer 142.080), in der er einige Monate zuvor aktiv mitzuarbeiten begonnen hatte. In den drei folgenden Jahren amtierte er als Ortsgruppenleiter, ferner als Kreisausbilder, Gauabschnittsausbilder und hauptamtlicher Kreisorganisationsleiter in Leipzig. Außerdem wurde er Geschäftsführer im Gau Sachsen.
Vom 29. März 1936 bis zum April 1938 saß Müller als Abgeordneter für den Wahlkreis 28 (Dresden Bautzen) im nationalsozialistischen Reichstag.

## Ehe und Familie
Müller heiratete am 22. Mai 1942 in zweiter Ehe in Dresden.

## Archivische Überlieferung
Im Bundesarchiv Berlin hat sich eine Personalakte des Reichspropagandaministeriums zu Georg Müller erhalten (R 55/24016). Außerdem befindet sich im Bestand des ehemaligen Berlin Document Center eine Akte mit Parteikorrespondenz der NSDAP zu ihm (R 9361-II/732886).